# Hippopotamyrus grahami
Graham's stonebasher Hippopotamyrus grahami é uma espécie de peixe da família Mormyridae.
Pode ser encontrada nos seguintes países: Quénia, Ruanda, Tanzânia e Uganda.
Os seus habitats naturais são: rios, pântanos, lagos de água doce, marismas de água doce e deltas interiores.
Está ameaçada por perda de habitat.